# エデュケーション・シティ・スタジアム
エデュケーション・シティ・スタジアム（アラビア語: استاد المدينة التعليمية）はカタールのアル・ライヤーンに建設されたサッカー専用スタジアム。アル・ライヤーンにあるカタール財団の整備した教育施設エリアである「エデュケーション・シティ」にある。2020年6月15日開場。
2022 FIFAワールドカップの開催会場の一つで、準々決勝などが行われる予定。2020年9月3日に行われたカタール・スターズリーグの試合がこけら落としとなった。
ギザギザのダイヤモンドカット風の外観が特徴。建築材料の20％に植物由来の材料を用い、環境面で非常に配慮されたスタジアムとなっており、2019年5月には環境評価システムであるグローバル・サスティナビリティ・アセスメントシステム (GSAS) で5つ星の評価を得ている。

## 歴史
2019年9月30日、国際サッカー連盟 (FIFA) は本スタジアムをカタールで開催されるFIFAクラブワールドカップ2019の3位決定戦と決勝戦の会場として発表。併せて、リヴァプールFCの初戦となる準決勝も主催する予定だったが、2019年12月7日に、本スタジアムの公式オープンが2020年初頭まで延期されたことを受けて、会場をドーハのハリーファ国際スタジアムに変更した。
その翌年、FIFAクラブワールドカップ2020が再びカタールで開催。本スタジアムも会場の1つとなり、2回戦・準決勝・3位決定戦、さらにはバイエルン・ミュンヘン対UANLティグレスの決勝戦が本スタジアムで行われた。 同年、AFCチャンピオンズリーグ2020の東ゾーンと西ゾーンの試合も主催。
FIFAワールドカップのリハーサル大会となった2021 FIFAアラブカップでは5試合が開催された。

## 2022 FIFAワールドカップ
| 開催日   | 時間(UTC+3) | チーム#1   | 結果                  | チーム#2       | ラウンド   | 観衆   |
| -------- | ----------- | ---------- | --------------------- | -------------- | ---------- | ------ |
| 11月22日 | 16:00       | デンマーク | 0 – 0                 | チュニジア     | グループD  | 42,925 |
| 11月24日 | 16:00       | ウルグアイ | 0 – 0                 | 韓国           | グループH  | 41,663 |
| 11月26日 | 16:00       | ポーランド | 2 – 0                 | サウジアラビア | グループC  | 44,259 |
| 11月28日 | 16:00       | 韓国       | 2 – 3                 | ガーナ         | グループH  | 43,983 |
| 11月30日 | 18:00       | チュニジア | 1 – 0                 | フランス       | グループD  | 43,627 |
| 12月2日  | 18:00       | 韓国       | 2 – 1                 | ポルトガル     | グループH  | 44,097 |
| 12月6日  | 18:00       | モロッコ   | 0 – 0 (延長) (3–0 PK) | スペイン       | ラウンド16 | 44,667 |
| 12月9日  | 18:00       | クロアチア | 1 – 1 (延長) (4–2 PK) | ブラジル       | 準々決勝   | 43,893 |